# Municipio de Madison (condado de Poweshiek)
El municipio de Madison (en inglés: Madison Township) es un municipio ubicado en el condado de Poweshiek en el estado estadounidense de Iowa. En el año 2010 tenía una población de 640 habitantes y una densidad poblacional de 6,81 personas por km².

## Geografía
El municipio de Madison se encuentra ubicado en las coordenadas 41°49′21″N 92°28′2″O / 41.82250, -92.46722. Según la Oficina del Censo de los Estados Unidos, el municipio tiene una superficie total de 94.02 km², de la cual 93,52 km² corresponden a tierra firme y (0,52 %) 0,49 km² es agua.

## Demografía
Según el censo de 2010, había 640 personas residiendo en el municipio de Madison. La densidad de población era de 6,81 hab./km². De los 640 habitantes, el municipio de Madison estaba compuesto por el 98,44 % blancos, el 0,31 % eran afroamericanos, el 1,09 % eran amerindios, el 0,16 % eran asiáticos. Del total de la población el 0,63 % eran hispanos o latinos de cualquier raza.